# L'Empire de l'obscurité
L'Empire de l'obscurité est un album de bande dessinée, le second de la série Les Aventures de John F. Kennedy.

## Synopsis
Le voile sacré de JFK, outil spirituel lors de son inauguration, a été volé par des agents de la Saxetie – un petit pays perdu d'Europe Centrale. Afin de récupérer son objet de culte, John Kennedy est contraint de visiter la Saxetie pour y rencontrer
le Commodore Gregor Melk, le chef d'état fanatique et fondamentaliste. Les plans de Melk à l'égard de JFK sont plus que sinistres.

## Clin d'œil
Le Commodore Melk ressemble au président américain George W. Bush.